# Aleksandr Zeldovitx
Aleksandr Efimovitx Zeldovitx (en rus: Зельдович, Александр Ефимович, Moscou, 4 de desembre de 1958), és un director, guionista i productor rus.

## Biografia
El seu pare, l'enginyer Efim Pavlovitx Zeldovitx, va morir als 38 anys de la malaltia de Hodgkin i la seva mare, Alla Gerber, era una escriptora, personatge polític i públic, així com activista dels drets humans.
No va servir a les forces armades a causa de la simulació reeixida d'una forma severa de tartamudeig a la comissió mèdica.
Va fer el seu debut cinematogràfic l'any 1990 amb Sunset basat en el treball d'Issaak Bàbel. La pel·lícula es projecta fora de competició en nombrosos festivals, així com a l'IFF de Berlín (participació al Programa Fòrum).

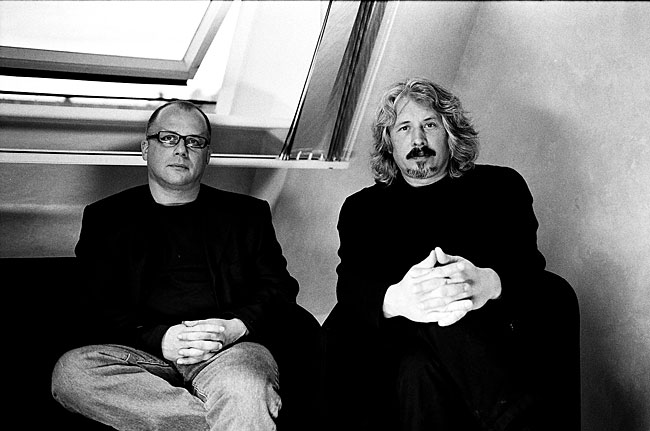
Els guionistes de Mixen : A. Zeldovich i Vladímir Sorokin (Moscou, 2008).

A principis de la dècada de 1990, va estudiar direcció i producció a l'Acadèmia del Cinema Europeu (Berlín) amb una beca del programa Nipkow. 

## Filmografia parcial

### Al cinema
- 1986 : Voitelnitsa
- 1990 : Закат
- 2000 : Moskva, també guionista (amb Vladímir Sorokin)
- 2004 : Zima Vesna, també guionista
- 2011 : Mixen (Mishen), també guionista (amb Vladímir Sorokin)
- 2021 : Medeia (Medeya), també guionista

### A televisió
- 2002 : Protsess (telefilm documental)[6]